# ACCESSキャンペーン
『ACCESSキャンペーン』（アクセスキャンペーン）は、FM802が2006年から行っているキャンペーンである。

## 概要
新生活が始まる春に向け、ラジオを通じて「音楽」・「アート」・「スポーツ」・「エンターテイメント」などとの出会いを提供し、そこから「人と人」「人とラジオ」との繋がりを深めていくことをテーマに展開されている。この期間中はオンエアや期間限定のホームページでイベントやライブの情報などが紹介される。
キャンペーンの期間は5月ごろまで続く場合や3月いっぱいで終了する場合など、年によって変わる。
2016年度は「JFL×TSUTAYA ACCESS!」キャンペーンとして、FM802単独からJFL全体のキャンペーンとして実施された。

## 協賛
- NTTドコモ関西 （2006 - 2008年）→NTTドコモ関西支社[注釈 1]（2008 - 2014年）
- TSUTAYA（2015 - 2020年）
- 阪神高速道路（2021年）
- ナカバヤシ（2022年）
- 中央大学（2023年）
- 三井ショッピングパーク ららぽーと（2024年 - ）

## キャンペーンソング
キャンペーン期間中は各ワイド番組でキャンペーンソングが放送されている。2006年はチェリーのカバー曲を、2007年以降はオリジナルの書き下ろし曲を使用している。また2008年以降はキャンペーンのために結成されたオリジナルユニットによって歌われた。制作風景はホームページで公開されている。なお、オンエアポイントの対象になっているので、期間中はオフィシャルチャート『OSAKAN HOT 100』で上位にランクインすることが多い。2010年の「開花宣言」で初の1位を獲得した。
2012年からはキャンペーンソングが発表される前の期間限定で過去の楽曲（オリジナルユニットが組まれた2008年以降のもの）をアンコールオンエアするようになった。
2013年の「スプリングハズカム」と2014年の「春の歌」は、好評に付きキャンペーン終了後も一定期間引き続いてオンエアされている。
当然ながらFM802（2016年「Hello Radio」は、JFL5局）のみでのオンエアで、それ以外のテレビ・ラジオや有線放送ではオンエアされない。また、セルフカバーを除き、のちにCDなどで音源化されないものも多い。
NTTドコモが協賛していた2014年までは、iモードにてスペシャルサイトを創設し、独自の企画を行っていた。また下記キャンペーンソングを期間限定でiモードからダウンロードできるほか、2011年以降はスマートフォンでPVも配信された。
2015年よりTSUTAYAの協賛に変わり、関西圏にあるTSUTAYA各店にてキャンペーンソングのCDレンタルを期間限定で行っている。また、FM802にリクエストを送り、採用された場合に抽選でTポイントが1000ポイント進呈される。2016年からは、CDレンタルも全国のTSUTAYA各店に拡大された。
2021年より阪神高速道路に協賛を変更。TSUTAYA協賛時とは違ってCDレンタルは行われず、配信限定で楽曲がリリースされるようになる。
2022年よりナカバヤシに協賛を変更。
2023年より中央大学に協賛を変更。
2024年より三井ショッピングパーク ららぽーとに協賛を変更。
2025年は1局2波体制であるFM802とFM COCOLOで同時放送を行う『FM802 & FM COCOLO DUAL MUSIC PROGRAM』が一部番組に導入され、FM COCOLOでも該当番組でキャンペーンソングが放送されている。
|        | 曲 | 参加アーティスト 【】内は参加回数 | キャンペーン期間 （オンエア期間）                        | 『OSAKAN HOT 100』最高位                             | 補足 |
| ------ | --- | --- | -------------------------------------------------------- | ---------------------------------------------------- | --- |
| 2006年 | チェリー - 作詞・作曲：草野正宗 編曲：笹路正徳&スピッツ - 歌：スピッツ | 楽曲をカバーしたアーティスト - KAN【1】 - 斎藤誠【1】 - 少年ナイフ【1】 - SALT&SUGAR【1】 - スキマスイッチ【1】 - Scoobie Do【1】 - SEX MACHINEGUNS【1】 - つじあやの【1】 - 東京60WATTS【1】 - BONNIE PINK【1】 - POLYSICS【1】 |                                                          |                                                      | - 東京60WATTSはアルバム『clover』に収録している。 - キャンペーンの集大成として、カバーしたアーティストが集結してのオムニバスライブ『COLORS OF CHERRY』が開催された。 |
| 2007年 | 幸せのカタチ - 作詞・作曲：藤巻亮太 - 歌：レミオロメン | レミオロメン【1】 |                                                          | 17位                                                 | |
| 2007年 | 坂の途中＜'07 SPRING VERSION＞ - 作詞・作曲・歌：スガシカオ | スガシカオ【1】 |                                                          |                                                      | |
| 2007年 | ミ・エ・ナ・イ・チ・カ・ラ - 作詞・作曲：KURO・MICRO・U-ICHI - 歌：HOME MADE 家族 | HOME MADE 家族【1】 | 15位                                                     |                                                      | |
| 2008年 | 僕の今いる夜は - 作詞・作曲・編曲・プロデュース：槇原敬之 - 歌：M&THE RADIODOGS （エム・アンド・ザ・レディオドッグス）                                                                                      | - 青山テルマ【1】 - 清水翔太【1】 - つじあやの【2】 - 秦 基博【1】 - ハナレグミ【1】 - ヒダカトオル（BEAT CRUSADERS）【1】 - YO-KING【1】 - 槇原敬之【1】 |                                                          | 6位                                                  | - 秦基博がアルバム『ALRIGHT』にてカバー - プロデュースを担当した槇原自らもアルバム『Personal Soundtracks』にてセルフカバーしている。 - ユニット名は槇原のイニシャルであるM、ラジオ（RADIO）、それに槇原が好きな動物である犬（DOG）を合わせた造語。 |
| 2009年 | Oh! RADIO - 作詞・作曲：忌野清志郎 編曲・サウンドプロデュース：蔦谷好位置 プロデュース：agehasprings - 歌：RADIO SOUL 20 （レディオ・ソウル・トゥエンティー）                                               | - 阿部真央【1】 - HY【1】 - 岸田繁（くるり）【1】 - スガシカオ【2】 - BONNIE PINK【2】 - 山森大輔（ROCK'A'TRENCH）【1】 - 和田唱（TRICERATOPS）【1】 |                                                          | 2位                                                  | - FM802開局20周年記念プロジェクトで、すべてFM802のヘビーローテーションになったアーティストが参加。 - 没後の2009年6月に忌野本人の音源がリリースされた。これが自身の遺作となる。 |
| 2010年 | 開花宣言 - 作詞：吉井和哉 作曲・プロデュース：Jeff Miyahara - 歌：J.K.RADIOFISH （ジェイ.ケイ.レディオフィッシュ）                                                                                          | - 安藤裕子【1】 - JAY'ED【1】 - JUJU【1】 - miwa【1】 - Maynard Plant【1】 - Blaise Plant（ともにMONKEY MAJIK）【1】 - lecca【1】 - 吉井和哉【1】 |                                                          | 1位                                                  | - ユニット名はJeffと吉井和哉（"K"azuya）のイニシャル、それに吉井の趣味である釣りから魚（Fish）を付け合わせた造語。 |
| 2011年 | 春のせい - 作詞・作曲：大橋卓弥 プロデュース：Drunk Brothers（大橋卓弥・Mummy-D） - 歌：RADIO BLOSSOMS （レディオ・ブロッサムズ）                                                                           | - 堂珍嘉邦（CHEMISTRY）【1】 - 高橋優【1】 - 矢井田瞳【1】 - PES【1】 - Chara【1】 - TARO SOUL【1】 - 大橋卓弥（スキマスイッチ）【2】 - Mummy-D（RHYMESTER）【1】 |                                                          | 4位                                                  | |
| 2012年 | Radio Goo! Goo! - 作詞：寺岡呼人（JUN SKY WALKER(S)）&jam 作曲･プロデュース：寺岡呼人 - 歌：RADIO MONKEES （レディオ・モンキーズ）                                                                          | - ゴスペラーズ【1】 - Salyu【1】 - Def Tech【1】 - 福原美穂【1】 - 三浦大知【1】 - 宮田和弥（JUN SKY WALKER(S)）【1】 - 山崎まさよし【1】 | 2月13日 - 5月6日 （3月20日 - 5月6日）                    | 2位                                                  | |
| 2013年 | スプリングハズカム - 作詞・作曲：秦 基博 編曲・プロデュース：レキシ - 歌：RADIO KAMONES （レディオ・カモーンズ）                                                                                            | - 秦 基博【2】 - 清水依与吏（back number）【1】 - トータス松本【1】 - ナオト・インティライミ【1】 - PUFFY【1】 - miwa【2】 | 2月1日 - 3月31日 （2月28日 - 3月31日、4月7日 - 4月30日） | 3位                                                  | - 2013年10月16日発売の秦のアルバム『ひとみみぼれ』にてセルフカバー。 |
| 2014年 | 春の歌 - 作詞・作曲・編曲・プロデュース：UKASUKA-G - Additional Lyrics：KREVA - 歌：POSSESSION=80.2 POR CENTO （ポゼッション=エイトオーツー・ポルセント）                                                   | 【ボーカル】 - UKASUKA-G（桜井和寿・GAKU-MC）【1】 - 蒼山幸子（ねごと）【1】 - 阿部真央【2】 - 植村花菜【1】 - 岡野昭仁（ポルノグラフィティ）【1】 - 川上洋平（[Champagne]）【1】 - KREVA【1】 - K【1】 - 谷口鮪（KANA-BOON）【1】 - 秦基博【3】 - 槇原敬之【2】 【フレンドシップ・コーラス】 - Ami（Dream/E-girls）【1】 - KAN【2】 - Jeff Miyahara【1】 - スキマスイッチ【2】 - 寺岡呼人【1】 - Mummy-D（RHYMESTER）【2】 - 吉井和哉【2】 - レキシ【1】 | 1月20日-3月20日 （2月1日-3月20日、3月24日-3月31日）      | 1位                                                  | - ユニット名はサッカー用語で「ボールの支配率・80.2%」を意味する。UKASUKA-Gがサッカー好きであることと、FM802の周波数に由来。 - 2014年6月11日発売のアルバム『AMIGO』にウカスカジーバージョンとして収録。 |
| 2015年 | Music Train ～春の魔術師～ - 作詞・作曲・プロデュース：スガシカオ スーパーバイザー：本間昭光 アレンジ：横山裕章（agehasprings） - 歌：Sugar & The Radio Fire （シュガー・アンド・ザ・レディオ・ファイヤー） | - スガシカオ【2】 - 大原櫻子【1】 - 川上洋平（[Alexandros]）【2】 - 斎藤宏介（UNISON SQUARE GARDEN）【1】 - 谷口鮪（KANA-BOON）【2】 - HARUNA（SCANDAL）【1】 - 光村龍哉（NICO Touches the Walls）【1】 - 山村隆太（flumpool）【1】 | 3月1日 - 5月31日 （3月21日 - 5月31日）                   | 1位                                                  | - 2021年12月22日発売のスガシカオのアルバム『Sugarless III』にてセルフカバー。 |
| 2016年 | Hello Radio - 作詞・作曲：岸田繁 アレンジ：tofubeats プロデュース：FM802 - 歌：ザ・プールサイド | - 岸田繁（くるり）【2】 - 大橋卓弥（スキマスイッチ）【4】 - 木村カエラ【1】 - KREVA【2】 - DEAN FUJIOKA【1】 - 藤原さくら【1】 - YONCE（Suchmos）【1】 | 3月15日 - 5月31日 （3月29日 - 5月31日）                  | 1位                                                  | - 2016年7月6日発売のくるりのEP『琥珀色の街、上海蟹の朝』にてセルフカバー。 |
| 2017年 | STAY TUNE - 作詞・作曲・アレンジ：清水翔太 プロデュース：FM802 - 歌：Buzz Connections | - 大橋トリオ【1】 - 大森元貴（Mrs. GREEN APPLE）【1】 - 清水翔太【2】 - SKY-HI【1】 - Chara【2】 - Dream Ami【3】 - HIROKI（ORANGE RANGE）【1】 - 槇原敬之【3】 - Little Glee Monster【1】 | （4月2日 -                                               | 1位 - 初の平成生まれのアーティストによる作詞・作曲。 | |
| 2018年 | 栞 - 作詞・作曲：尾崎世界観 : プロデュース FM802 - 歌：Radio Bestsellers （レディオ・ベストセラーズ） | - 尾崎世界観（クリープハイプ）【1】 - あいみょん【1】 - 片岡健太（sumika）【1】 - GEN（04 Limited Sazabys）【1】 - 斎藤宏介（UNISON SQUARE GARDEN）【2】 - スガシカオ【4】 |                                                          | 1位                                                  | - 2018年9月26日発売のクリープハイプのアルバム『泣きたくなるほど嬉しい日々に』にてセルフカバー。 - 2024年8月28日発売のクリープハイプ トリビュートアルバム『もしも生まれ変わったならそっとこんな声になって』にてSEKAI NO OWARIによってさらにカバーされた。 |
| 2019年 | メロンソーダ - 作詞・作曲：aiko : プロデュース FM802 - 歌：Radio Darlings | - aiko【1】 - 上白石萌歌【1】 - 谷口鮪（KANA-BOON）【3】 - 橋本絵莉子（チャットモンチー済）【1】 - 藤原聡（Official髭男dism）【1】 - はっとり（マカロニえんぴつ）【1】 - KAN（コーラス）【3】 - 秦基博（コーラス）【4】 |                                                          | 1位                                                  | - 初の女性アーティストによる作詞・作曲。 - Radio Darlings×aiko【FM802×TSUTAYA ACCESS! SPECIAL EDITION 2019】 1. メロンソーダ 2. 4月の雨 3. 横顔 4. 蝶々結び 5. 瞳 - レンタル開始日：2019年4月24日 - レンタル終了日：2019年10月31日 - 規格品番：BRCA-00104 - レーベル：ポニーキャニオン - 2021年3月3日発売のaikoのアルバム『どうしたって伝えられないから』にてセルフカバー。                                                                                  |
| 2020年 | 僕のBUDDY‼︎ - 作詞：永積崇（ハナレグミ） 作曲：奥田民生 プロデュース FM802 - 歌：レディオカリー | - iri【1】 - 奥田民生【1】 - TAKUMA（10-FEET）【1】 - 破壊（グループ魂）【1】 - ハナレグミ【2】 - 牧達弥（go!go!vanillas）【1】 | 4月1日 - （4月1日 - ）                                   | 1位                                                  | - 【FM802×TSUTAYA ACCESS! SPECIAL EDITION 2020】 1. 僕のBUDDY!! 2. 俺は知ってるぜ 3. フリーザー 4. CUSTOM(JPNバージョン) 5. 愛のために - レンタル開始日：2020年5月13日 - レンタル終了日：2020年11月30日(予定) - 規格品番：RCMR-0010(TGCS-11664) - レーベル：ラーメンカレーミュージックレコード - 2021年3月31日発売のハナレグミのアルバム『発光帯』にてセルフカバー。                                                                                         |
| 2021年 | 春は溶けて - 作詞・作曲：川谷絵音：プロデュース FM802 - 歌：Radio Bootsy | - 川谷絵音【1】 - 北村匠海（DISH//）【1】 - 長屋晴子（緑黄色社会）【1】 - ホリエアツシ（ストレイテナー）【1】 - 三原健司（フレデリック）【1】 - yama【1】 | 4月1日 - （4月1日 - 5月31日）                            |                                                      | - 4月23日から9月30日までの期間限定でストリーミング配信。キャンペーンソングが配信リリースされるのは初めてとなる。 - 北村匠海はスターダスト所属。DISH//以外のボーイズグループ（M!LK・超特急）及びももいろクローバーZ・私立恵比寿中学・TEAM SHACHI（チームしゃちほこ）などの曲は802ではオンエアしていない。 - 2022年3月18日発売のindigo la Endの配信限定シングル『春は溶けて』にてセルフカバー。 - 全員がAccessキャンペーン初参加のユニットは2012年以来となる。 |
| 2022年 | AOZORA - 作詞・作曲：北川悠仁（ゆず）：プロデュース FM802 - 歌：THE HAJIMALS | - 北川悠仁（ゆず）【1】 - 岩沢厚治（ゆず）【1】 - Vaundy【1】 - 花村想太（Da-iCE）【1】 - はっとり（マカロニえんぴつ）【2】 - 石原慎也（Saucy Dog）【1】 - 林萌々子（Hump Back）【1】 | 4月1日 - （4月1日 - 5月31日）                            |                                                      | - 2022年6月29日発売のゆずのアルバム『SEES』にてセルフカバー。 |
| 2023年 | 春はグラデーション - 作詞：越智志帆（Superfly） 作曲：越智志帆、木崎賢治、宮田“レフティ”リョウ プロデュース FM802 - 歌：The Yogurts                                                                         | - 越智志帆（Superfly）【1】 - ビッケブランカ【1】 - 田邊駿一（BLUE ENCOUNT）【1】 - 詩羽（水曜日のカンパネラ）【1】 - 塩塚モエカ（羊文学）【1】 - ムツムロアキラ（ハンブレッダーズ）【1】 | 4月10日 - （4月10日 - 5月31日）                          |                                                      | - 2023年5月24日発売のSuperflyのアルバム『Heat Wave』にてセルフカバー。 |
| 2024年 | はなむけ - 作詞・作曲：柳沢亮太（SUPER BEAVER） プロデュース FM802 - 歌：Radio Happy Willows | - アイナ・ジ・エンド【1】 - 大橋卓弥（スキマスイッチ）【5】 - 岡野昭仁（ポルノグラフィティ）【2】 - 片岡健太（sumika）【2】 - サイトウタクヤ（w.o.d.） 【1】 - TERU（GLAY）【1】 - TOMOO【1】 - ヤマサキセイヤ（キュウソネコカミ）【1】 - 柳沢亮太（コーラス）【1】 | 4月1日 - （4月1日 - 5月31日）                            |                                                      | 清水翔太以来となる平成生まれによる作詞・作曲。 - FM802 Radio Crazyでも披露され、そのシーンが公式YouTubeに投稿されている。 |
| 2025年 | 赤春花 - 作詞・作曲：片岡健太（sumika） プロデュース FM802 - 歌：Studio April | - 片岡健太（sumika）【3】 - 石野理子（Aooo）【1】 - 井上花月（Laura day romance）【1】 - imase【1】 - 大野雄大（Da-iCE） 【1】 - ちとせみな（カネヨリマサル）【1】 - 中島颯太（FANTASTICS）【1】 - 橋本学（ハルカミライ）【1】 - Moto（Chilli Beans.）【1】 - りょたち（ねぐせ。）【1】 | 4月7日 - （4月7日 - ）                                   |                                                      | |

## スペシャル番組
- 2011年5月4日 - 15:00-19:00 「FM802 HOLIDAY SPECIAL ドコモ スマートフォンACCESS! THANKS FOR SPRING」[注釈 5]
- 2012年3月20日 - 10:00-19:00 「FM802 HOLIDAY SPECIAL ドコモスマートフォン ACCESS! Radio Goo! Goo!」
- 2013年3月20日 - 15:00-19:00 「FM802 HOLIDAY SPECIAL ドコモスマートフォン ACCESS! スプリングハズカム!」
- 2014年2月11日 - 15:00-19:00 「FM802 HOLIDAY SPECIAL ドコモスマートフォン ACCESS! SPRING DAYS」
- 2015年5月4日 - 10:00-19:00 「FM802 HOLIDAY SPECIAL TSUTAYA  ACCESS! Music Train」
- 2016年5月4日 - 10:00-19:00「FM802 HOLDAY SPECIAL TSUTAYA ACCESS! Hello Radio」[7]
- 2016年5月4日 -「JFL SPECIAL TSUTAYA ACCESS! MUSIC PLAYLIST」JFL5局時差ネット[7]
  - FM NORTH WAVE 19:00-20:59
  - J-WAVE 18:00-19:55
  - ZIP-FM 19:00-20:49
  - FM802 19:00-20:48
  - cross fm 18:00-19:54